# Reinhard Fißler

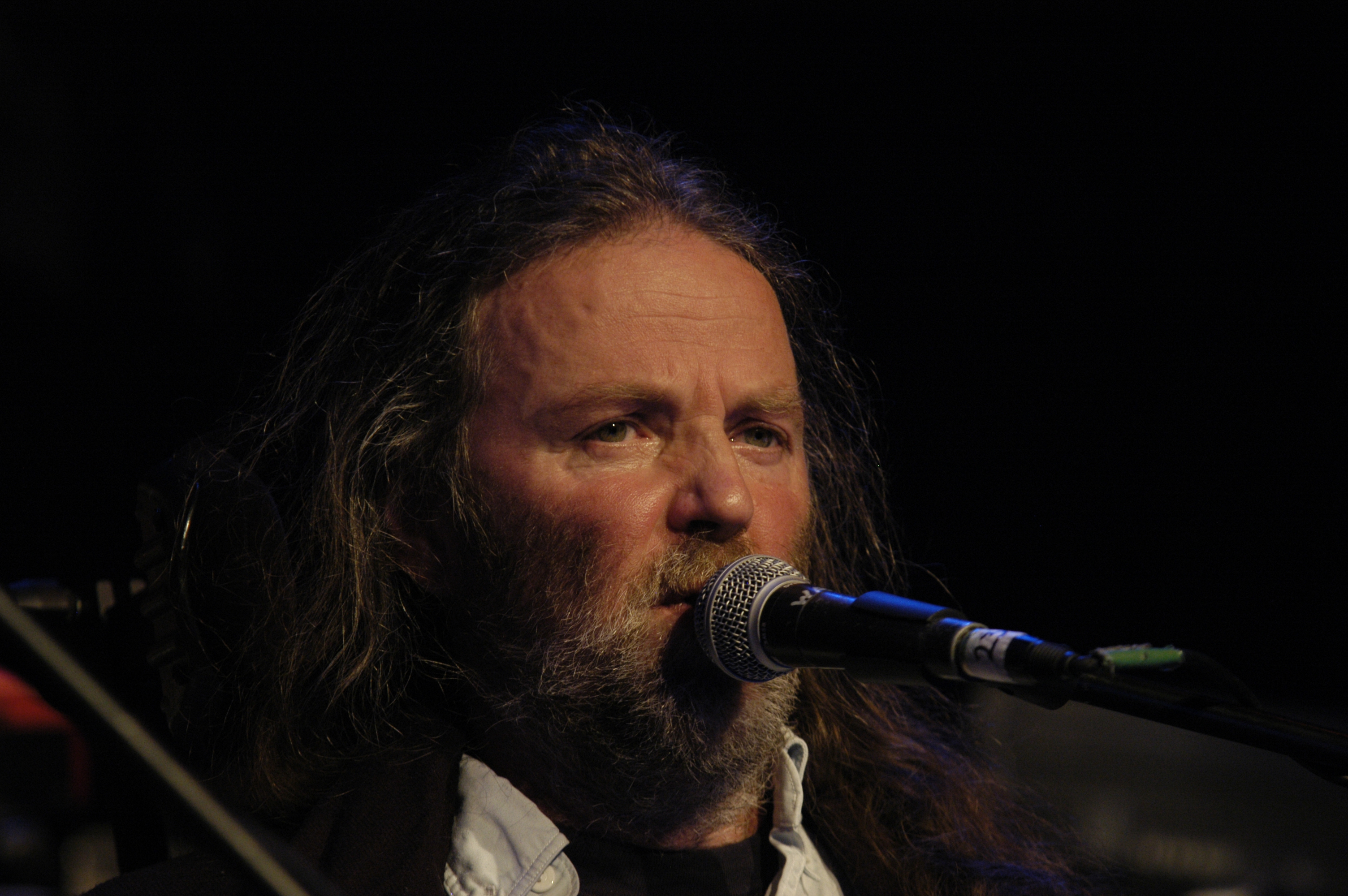
Reinhard Fißler (April 2005)

Reinhard Fißler (* 6. Februar 1949 in Güstrow; † 13. Februar 2016 in Berlin) war ein deutscher Rocksänger und Gitarrist.

## Leben
Fißler wuchs bei seinen Großeltern in Tangermünde auf, weil seine Eltern in die Bundesrepublik Deutschland übergesiedelt waren. Als 14-Jähriger zog er zu seinem Onkel nach Dresden. Von 1969 bis 1973 studierte er an der TU Dresden Chemie.
Seine musikalische Laufbahn begann 1965 im Schulchor und später in der Schülerband Intercombo aus Dresden. Neben seinem Studium spielte er bei der Gruppe LUNAS, einer Hochschulband mit internationaler Besetzung. 1972 holte ihn Martin Schreier zur Stern-Combo Meißen. Ursprünglich sollte er Soul singen, aber innerhalb kurzer Zeit verließen die Bläser die Band; auch ein Gitarrist wurde nicht mehr gebraucht.
Fißler studierte Gesang an der Hochschule für Musik Carl Maria von Weber Dresden. Sein Gesangslehrer war Hanns-Herbert Schulz. Am 18. Juni 1976 erhielt er einen Berufsausweis als Instrumentalist. In den Folgejahren war der expressive Gesangsstil Fißlers einer der Faktoren für den Erfolg der Band. Fißler wurde gelegentlich als „Seelensänger“ bezeichnet. Unter anderem wurden fünf Langspielplatten mit ihm als Sänger bei Amiga veröffentlicht. 1982 änderte Martin Schreier die musikalische Ausrichtung der Band. Fißler musste die Band verlassen. Ab 1983 trat er mit FWH (kurz für Fißler, Werneburg, Hempel bzw. Funk-Welle-Heiß mit Volker Simon) auf. Er schloss sich 1985 der Ulk-Band Reggae Play an, die er zwei Jahre später verließ. 1988 tourte er zusammen mit Gitarrist Heinz Prüfer und Keyboarder Andreas Raab als Fißler Gang. Unmittelbar vor der Wende schrieb die Band das Lied Two Ways to Go, das die Situation zahlreicher DDR-Bürger beschrieb. Von 1989 bis 1996 tourte Fißler mit dem Programm „Reinhard Fißler im Konzert“.

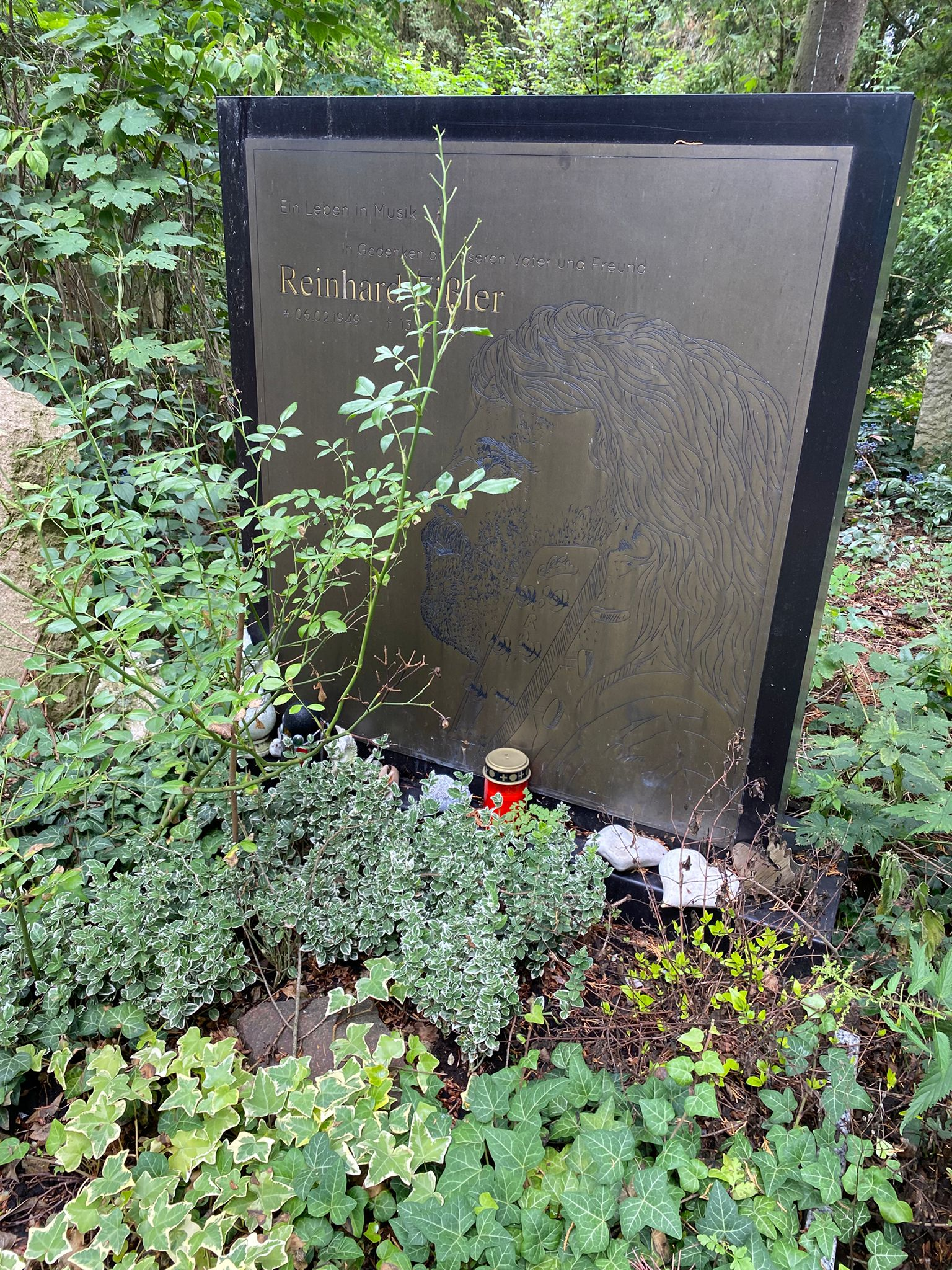
Grabstätte auf dem Friedhof Baumschulenweg

Ab 1996 trat Reinhard Fißler wieder mit der Stern-Combo Meißen auf. Man erlebte ihn beim „Sachsendreier“, einer Gemeinschaftsaktion der Gruppen Stern-Combo Meißen, electra und Lift, im literarisch-musikalischen Programm „Geschichten vom Sachsendreier“ mit Stephan Trepte (electra), Werther Lohse (Lift) sowie mit anderen Projekten, etwa mit Dirk Zöllner und Christiane Ufholz. Ab 1997 arbeitete Reinhard Fißler mit dem Musiker und Produzenten Andreas Ernie Ernstberger an seinem ersten Soloalbum … und immer wieder unterwegs, das 1999 bei „Secret Word Records“ erschien. Zur Veröffentlichung gab Reinhard Fißler ein großes Konzert vor dem Plauener Rathaus. Noch im selben Jahr plante er ein weiteres neues Album.
Mitte des Jahres 2000 wurde bei Reinhard Fißler ALS diagnostiziert. Der Zustand verschlechterte sich Ende des Jahres, so dass er die Gitarre nicht mehr halten und sein neues Album vorerst nicht beenden konnte. Ab Ende 2000 arbeitete Reinhard Fißler weiter an seiner Musik. Sein Produzent und das Plattenlabel „Secret Word Records“ unterstützen ihn dabei. Thomas Kurzhals, der musikalische Kopf der Stern-Combo Meißen, arrangierte für Reinhard Fißlers zweites Soloalbum was bleibt alte Werke in neuen Versionen. Reinhard Fißler: „Wenn ich schon nicht selber spielen kann, dann möchte ich wenigstens eine CD auf Tournee schicken.“ Trotzdem trat er seit 2003 weiterhin selbst im Rollstuhl auf. Er komponierte weiterhin, so für den Kinderzirkus Cabuwazi. Sein vorletztes Konzert gab Fißler am 17. April 2005 mit Stephan Trepte und Werther Lohse mit den „Geschichten vom Sachsendreier“ in der Gaststätte Neu Helgoland am Berliner Müggelsee.
Am 20. April 2005 trat er zu seinem letzten Live-Konzert anlässlich der Release-Party seiner zweiten Solo-CD was bleibt in der Wabe in Berlin-Prenzlauer Berg auf. Mit dabei waren Dirk Zöllner, Andreas Ernstberger & The Secret Word Family. Danach verschlechterte sich Fißlers Gesundheitszustand dramatisch: Er bekam eine Lungenentzündung und wurde in kritischem Zustand in ein Krankenhaus eingeliefert. Fißler erholte sich davon, konnte aber keine Konzerte mehr geben, weil seine Erkrankung zu einer fast kompletten Lähmung geführt hatte, die auch seine Stimmbänder betraf.
Zuletzt trat Fißler, obwohl bettlägerig, gelegentlich als Gastmusiker wieder auf. 2011 komponierte und sang er das Stück Mal seh’n, wohin die Reise geht für das Album Lebensuhr von Stern-Combo Meißen. Seine letzte musikalische Arbeit war das Werk Vokalise-Interlude für das 2015 erschienene Album Bilder einer Ausstellung – The Rock-Version von Stern-Combo Meißen, dem Leipziger Symphonieorchester und dem Landesjugendchor Sachsen.
Fißler starb am 13. Februar 2016, eine Woche nach seinem 67. Geburtstag. Seine letzte Ruhestätte fand er auf dem Friedhof Baumschulenweg (Alter Teil).

## Diskografie
- … und immer wieder unterwegs. Longplay-CD. Live und im Studio. Secret-Word-Records, 1999.[5]
- Was bleibt. Longplay-CD. Secret-Word-Records, 2005.[6]
- Der Kampf um den Südpol. Longplay-CD. Choice Of Music, 2006.
- Hey John auf der Farbvinyl-Maxi-EP 25 Jahre BEAT ARCHIV GC im Gedenken an John Lennon. Beat Archiv Glauchau 2015.[7]